# 彩虹电器
成都彩虹电器（集团）股份有限公司，简称彩虹集团或彩虹电器（深交所：003023），是中华人民共和国的一家生产日用产品的企业，以生产电热毯、电热蚊香片、杀虫气雾剂等产品而著名。该公司的前身为1955年成立的三家生产合作社，1984年更名为成都市电热器厂，并将主业聚焦于电热毯和杀虫卫生产品。1993年实行股份制改革，成立成都彩虹电器（集团）股份有限公司。

## 歷史
彩虹电器的前身，系1955年手工业合作化高潮时，由多个杂件行业组成的，实行集中生产、统负盈亏的三个生产合作社。1957年合并组成角杂生产合作社。1958年11月改制为地方国营成都骨角制品厂，同年12月合并美光角梳、健康牙刷、清洁牙刷三个厂，更名地方国营成都骨角制刷厂。1962年该厂恢复为集体所有制企业，更名为成都市美光角梳生产合作社。文化大革命期间，该厂转产金属螺丝及金属加工产品。1970年该厂开始生产2号打米机及钻夹头等，同时生产角类产品及染色纸以支援西藏。1973年与成都市染纸社合并为成都市钻床附件厂，1979年开发电熨斗、电风扇产品，于1982年批量生产。由于配套环节多、产品质量低，该厂亏损11.4万元，企业濒临倒闭。1983年，在生产经营承包改革的过程中，副厂长刘荣富被任命为企业承包组组长，当年工厂扭亏为盈，盈利6.3万元。
1984年，刘荣富参加全国家用电器展期间，发现电热毯产品更适合天气阴冷潮湿的四川地区，于是该厂开始转产电热毯，并于同年更名为成都市电热器厂。刘荣富曾经在经销商大会上将一张通电的电热毯泡在水中，然后光脚站上去，证明电热毯的安全性。该厂的电热毯产品取得了市场成功，工厂从1983年的欠债40万，变为1984年的产值335万，盈利25.4万。
1985年7月，该厂引入日本住友化学技术和原药生产“彩虹”牌电蚊香系列产品，该厂的春熙路门市出现消费者连日通夜排队争购热潮。1987年，厂长刘荣富被中华人民共和国轻工业部授予劳动模范荣誉称号。1989年，该厂迁至一环路九眼畔桥，同年被四川省人民政府授予“省级先进企业”荣誉称号。1990年，“彩虹”牌电熨斗出口至美国、墨西哥等地，同年刘荣富获四川省优秀企业家荣誉称号。
1992年12月7日，成都市轻工业局同意成都市电热器厂以定向募集方式设立股份有限公司，后于1993年2月19日获成都市股份制试点工作领导小组办公室批准。1993年3月16日，成都市体改委批复同意成都市电热器厂以定向募集方式设立成都彩虹电器（集团）股份有限公司。1994年3月2日，公司经成都市工商行政管理局核准登记，注册资本5,061万元。
2006年，彩虹电器推出液体蚊香产品，以及户外驱蚊霜、驱蚊水等，组成了一个完整的驱蚊虫产品系列。随后该厂迁至成都市中心的武侯立交桥附近。
2020年3月，彩虹电器向深圳证券交易所递交招股书。12月1日，彩虹电器公布首次公开发行股票发行公告。有业界人士表示，对于彩虹电器的上市表示诧异，随着暖气、地暖和电暖的普及，电热毯的未来发展空间并不确定。12月11日，公司正式在深交所挂牌上市，股票代码为003023。
2021年起，彩虹电器陆续推出新产品，并扩大产能，员工也逐步年轻化。2021年，彩虹以“高质量发展攻坚年”为主题，从组织架构、品牌、产品等多方面推陈出新，并与工业设计企业洛可可合作，设计产品包装。当年，彩虹电器推出以敦煌壁画中的九色鹿为创作原型的“福气”系列电热毯，推出后即在各大平台热销，获得2021年抖音品类销售额第一。
2022年5月，创始人刘荣富正式退休，黄朝万担任集团董事长兼法人代表；刘荣富之子刘斌出任总经理。
2022年欧洲出现能源危机后，电热毯由于价格低廉，受到当地人民的欢迎。彩虹电器在当年9月受到媒体关注，该公司公开表示，5月份以来，其取得了不少电热毯出口订单，尽管单张订单数量低，但公司克服困难陆续交货。自8月以来，由于高温限电和省内疫情等多种因素，公司暂缓生产出口产品。9月下旬，彩虹电器接受机构调研时表示，能源危机引发欧洲市场对取暖产品需求增长，彩虹电器具有技术、供应链及成本控制等优势，将立足长远发展，坚持国内市场为主，继续开拓海外市场。受上述消息影响，彩虹集团近12个交易日8天涨停，9月20日至10月上旬，其股价已累计上涨124%，期间多次触及股价异常波动标准。10月10日，深交所对其下发关注函，强调公司基本面没有发生重大变化，短期内股价涨幅较大。另外公司全体董事、监事、高级管理人员及其直系亲属在公司股票交易异常波动期间不存在买卖公司股票的行为，亦不存在涉嫌内幕交易的情形。

## 业务与产品
彩虹电器以电热毯、电热暖手器等取暖器具以及电热蚊香液、电热蚊香片等家用卫生杀虫用品的研发、生产和销售为主要业务，官方宣称以“精细生活场景解决方案提供商”为定位。

### 取暖类产品
彩虹电器自1984年起开始生产电热毯，1994年通过引进日本松下的生产线，推出行业内第一条具有全线路安全保护的电热毯。2016年至2018年，彩虹牌电热毯销量位居中国大陆第一。公司同时生产电热暖手器、电热披风毯、电热敷、暖身贴、暖腹贴等取暖产品。该公司的电热毯产品主要消费群体为中老年人、风湿病患者；而电热暖手器的主要消费群体为中老年人、年轻女性、大中学生。
2022年10月在成都举行的世乒赛团体赛期间，在境外运动员即将离境之际，赛事组委会组织了“把成都带回家”的购物活动，境外运动员可以在购物专区挑选成都特色产品，其中包括了彩虹牌电热毯。

### 家庭杀虫卫生产品
彩虹电器的家庭杀虫卫生产品包括电热蚊香液、电热蚊香片、盘式蚊香、杀虫气雾剂等，除此之外还推出杀蟑制剂、以天然植物精油为有效成分的户外驱蚊产品等产品。

### 其他产品
2020年2019冠状病毒病疫情爆发后，彩虹电器开始转产医用防护口罩，共投产3条自主研发折叠口罩生产线。截至2022年，彩虹电器下属子公司“成都彩虹集团新材料科技有限公司”生产“彩虹卫士”KN95防护口罩。

### 经营模式
彩虹电器是集采购、生产、销售于一体的企业，形成了涵盖供产销的全业务链。该公司的产品生产工作由成都总部厂区及8家生产型子公司负责，其中7家位于成都，1家位于湖北省武穴市。因产品销售的季节性，公司的生产工作安排也具有明显的季节性：在每年2月至6月，公司主要生产电热蚊香液、电热蚊香片和盘式蚊香等系列家用卫生杀虫用品，7月根据市场需求予以补货，进行少量产品生产；每年7月至次年1月，主要生产电热毯、电热暖手器等系列冬季产品，次年2月根据市场实际情况予以补货，进行少量冬季产品生产。
为区分线下和线上销售，公司建立了“营销中心”和“电子商务中心”。其中“营销中心”负责线下渠道销售工作，具体负责四川省区域范围内的产品线下渠道销售。在云南省、贵州省、重庆市、湖南省、湖北省等10省市建立销售分公司，在营销中心的集中管理下承担指定区域的销售工作。“电子商务中心”负责线上渠道销售工作。公司的主营业务收入按大区划分，主要来源于西南地区（四川省、重庆市、贵州省、云南省），原因是在经营早期由于运输半径、信息传递、人员构成等客观社会条件的影响，首先在西南地区逐渐发展壮大，管理架构、销售渠道、客户认知、品牌效应皆从西南地区逐渐建立。与此同时，西南地区冬季的湿冷气候，没有集中供暖，使得电热毯成为当地常用的取暖产品，故也是在西南地区销量较为集中的原因。而在家用卫生杀虫用品领域出于地域竞争优势，其收入来源也大多数来源于西南地区。

## 荣誉
彩虹电器曾先后获得获全国“五一”劳动奖状、全国模范劳动关系和谐企业、全国轻工业卓越绩效管理先进企业、全国用户满意企业、中国轻工业电子商务先进企业、中国轻工业专项能力百强企业、中国轻工业日用杂品行业十强企业、全国助残先进集体、全国厂务公开民主管理示范单位、四川省政府质量管理奖、成都市政府质量奖、四川省优秀民营企业、四川制造业企业100强、中共四川省委组织部授予的“四川省先进基层党组织”等荣誉奖项。